# Margarethe 2. af Hainault
Margarethe II af Hainault (født 1311 antagelig i Valenciennes, død 23. juni 1356 i Le Quesnoy) var grevinde af Hainault 1345-56 og Grevskabet Holland og Zeeland 1345-54. Hun var tillige tysk-romersk kejserinde som gift 1324 med Ludvig IV.

## Liv og gerning
Hun er datter af Wilhelm I af Hainault og Johanna af Valois. Hun var fra 1349 indblandet i en borgerkrig med sine sønner om sine troner.
Margarethe tillbragte en del af sin barndom med moderen ved det franske hof. Hun blev kronet ved sin mands side i Rom i 1328.
Da hendes broder Vilhelm II døde barnløs i 1345 indlemmedes Holland i kejserriget. Margarethe besluttede sig da for at efterfølge sin broder som Hollands monark og rejste til Nederlandene, hvor hun lod sig krone til monark som Margarethe I af Holland, Zeeland og Friesland og Margarethe II af Hainaut. Hendes position i Hainaut var ukontroversiel, men provinserne Holland og Zeeland havde ikke kvindelig tronfølge. Hendes krav på tronen blev også bestridt af hendes søstre. Efter et ophold i Nederlandene 1345-1346 blev hun kaldt tilbage til Tyskland af ægtefællen og efterlod sin søn Vilhelm som regent i hendes sted.
Da ægtefællen døde i 1347 afstod Margarethe provinsen Holland i bytte mod en pension. Vilhelm betalte imidlertid ikke pensionen, og Margarethe tog derfor magten i Holland tilbage i 1350. Dette udløste en krig med sønnen, som varede fra 1351 til 1354. I fredsaftalen fra 1354 abdicerede Margarethe i bytte mod en pension og bosatte sig på slottet i Le Quesnoy.
Margarethe fik et dårligt eftermæle på grund af krigen mellem mor og søn, som opfattedes som skammelig, og som forårsagede alvorlige krigsskader, samt for at Holland - i modsætning til Hainaut - ikke havde kvindelig tronfølge og hun derfor blev anset som en usurpator.

## Børn
1. Ludvig VI af Bayern (1328/1330-1365), hertug af Bayern, markgreve af Brandenburg
2. Vilhelm I af Bayern, (Vilhelm V af Holland) født 1332
3. Albrecht af Holland og Bayern, født 1336
4. Beatrix af Bayern (1344-1359), gift med kung Erik Magnusson af Sverige (død 1359)
5. Otto V, markgreve af Brandenburg, født 1346
6. Agnes af Bayern